# Gregorio López-Bravo de Castro
Gregorio López-Bravo de Castro (Madrid, 29 de desembre de 1923 – Bilbao, 19 de febrer de 1985) va ser un polític espanyol durant la dictadura franquista i, més tard, com a membre d'Alianza Popular fins que, el 1978, es va retirar de la política activa com a protesta per l'entrada en vigor de la Constitució Espanyola.

## Biografia
Fill de Consuelo de Castro, i de López-Bravo Atienza. Va estudiar a l'Institut Ramiro de Maeztu de Madrid convertint-se més tard en enginyer naval, estava casat amb María Ángeles Velasco, i era membre supernumerari de l'Opus Dei.

### Carrera política
El 1959 va iniciar la seva activitat política com a director general en el Ministeri de Comerç. Tal com havia disposat el general Franco en la dècada dels 50 per afavorir l'obertura del règim a l'exterior, es va oposar a la política econòmica de Falange Española de mantenir l'autarquia, formant part de l'equip dels anomenats tecnòcrates.
El 1962 formant part del IX Govern nacional d'Espanya (1962-1965) durant la dictadura franquista, va ser nomenat Ministre d'Indústria, aplicant mesurades d'expansió i desenvolupament econòmic. El 1969 va ser destituït per passar a ser Ministre d'Afers exteriors, sent continuador de la labor duta a terme pel seu antecessor, Fernando María de Castiella Maiz. En la seva labor al capdavant del ministeri va tractar d'aproximar les relacions entre Espanya i els països de l'est d'Europa, especialment la Unió Soviètica, amb la qual no tenien relacions diplomàtiques, aconseguint l'obertura d'oficines comercials permanents de tots dos països en Moscou i Madrid respectivament, però es va oposar a establir relacions amb Israel. Va ser rellevat del ministeri durant les converses amb el Regne Unit sobre la sobirania de Gibraltar en no obtenir cap avanç en la matèria després d'haver permès que en la reunió de l'Assemblea General de les Nacions Unides de 1973 no es tractés la qüestió.
Després de la mort del dictador, va resultar triat diputat per Madrid al Congrés dels Diputats per Alianza Popular a les eleccions generals espanyoles de 1977, però va renunciar a l'escó el 29 de desembre de 1978, com a protesta per l'entrada en vigor de la Constitució Espanyola aquest mateix dia. Cal destacar que, després de dimitir Carlos Arias Navarro l'1 de juliol de 1976, el Rei havia de nomenar al successor d'entre una terna d'aspirants, en la qual estaven el mateix Gregorio López-Bravo, Federico Silva i Adolfo Suárez, qui, finalment, seria elegit.

### Defunció
Va morir el 19 de febrer de 1985 en l'accident aeri del vol 610 d'Iberia, que es va estavellar a prop de Bilbao. L'avió en el qual viatjava es va estavellar després de xocar contra una antena de televisió a Oiz, quan efectuava la maniobra d'aterratge. No es va poder identificar el seu cadàver.

## Reconeixements
- Gran Creu de l'Orde del Mèrit Civil (1962)[8]
- Gran Creu de l'Orde d'Isabel la Catòlica (1964)[9]
- Gran Creu (amb distintiu blanc) de l'Orde del Mèrit Naval (1965)[10]
- Gran Creu de l'Orde de Cisneros (1967)[11]
- Gran Creu (amb distintiu blanc) de l'Orde del Mèrit Aeronàutic (1967)[12]
- Gran Creu de l'Orde d'Alfons X el Savi (1970)[13]
- Gran Creu de l'Orde de Carles III (1970)[14]
- Gran Oficial de l'Orde d'Àfrica (1972)[15]